# (23533) 1993 PU5
1993 بي يو 5 (ويعرف أيضًا باسم (23533) 1993 بي يو 5 وفق تسمية الكوكب الصغير) (بالإنجليزية: 1993 PU5)‏ هو كويكب ضمن حزام الكويكبات؛ وترتيبه 23533 من حيث الاكتشاف.
اكتُشف هذا الجُرم الفلكي بواسطة إيريك والتر إلست في 15 أغسطس 1993.

## وصلات خارجية
- (23533) 1993 PU5 في قاعدة بيانات مختبر الدفع النفاث لأجرام النظام الشمسي الصغيرة

- الاكتشاف · مخطط المدار ·  العناصر المدارية · المعلمات المادية

- (23533) 1993 PU5 على موقع ويكي سكاي: DSS2, SDSS, GALEX, IRAS, Hydrogen α, X-Ray, Astrophoto, Sky Map, Articles and images